# 東ケト会
東ケト会（とうけとかい）は、「東日本何でもケトばす会」の略。作家、椎名誠が主催した野外キャンプ会。第一次あやしい探検隊とも呼ばれる。本記事では第二次あやしい探検隊であるいやはや隊、第三次あやしい探検隊であるあやしい雑魚釣り隊についても記述する。

## 会の概要
日本の離島やキャンプ地にテントで宿泊し焚き火宴会を行うことを主たる活動とする、椎名誠を中心とした私的なサークルの名称である。発足は1963年から1965年頃で、1968年に第一回遠征・琵琶湖合宿を行った。『月刊おれの足』を中央理論誌としている。
椎名誠の著作『わしらは怪しい探検隊』シリーズにその求道的でないユニークな活動内容が紹介され、全国に模倣、類似サークルが発足した。
主要なメンバーに、椎名誠、イラストレーターの沢野ひとし、当時本の雑誌社社長であった目黒考二、弁護士の木村晋介がいる。
メンバーは同時に、椎名誠の映画『神島でいかにして飯を喰ったか…』（1974年）、『三人で夕やけを見にいった』（1976年）、『ガクの冒険』（1990年）等の撮影を行う際のスタッフ、登場人物でもあった。
必要な物品や食料は必ず出発地から運送、参加者は男性のみ、「ドレイ」と呼ばれる下働き員の存在を特徴とする。初期は、沢田康彦（のち編集者）、上原ゼンジ（のち、本の雑誌社社員）米藤俊明（のち、サラリーマン）らがドレイメンバーであった。ドレイには集合場所までどこに行くか知らされず、何を持っていったら良いかすら判らない状態で準備をしなければならなかった。
八丈島に「第一東ケト丸」という船を共同保有していたが、台風の影響で流されてしまった。
後年、参加者の高齢化や社会人としての制約から自由な活動ができなくなったことを原因として、「第二次あやしい探検隊」として椎名誠、写真家の中村征夫、カヌーイストの野田知佑、辺境写真家の佐藤秀明、山岳写真家の岡田昇、冒険家の風間深志、ローリー・イネステーラー、越谷英雄といったキャンプの専門家を中心とした「いやはや隊」に発展的解消。
いやはや隊の食事の多くを林政明が調理した。林政明は「リンさん」と呼ばれ、ごはん・卵・ネギのみのシンプルな「リンさんチャーハン」や、沢野ひとしが気に入っていた「フキの豆板醤炒め」、唐辛子入りの醤油にキュウリなどを漬ける「リンさん漬け」などの料理を作った。その後、1990年代には椎名が映画制作に熱中して、活動はほぼ行われなくなっていた。
2000年代に入った現在、釣りジャーナリストの齋藤海仁らをメンバーとした「第三次あやしい探検隊」として「怪しい雑魚釣り隊」として活動している。2015年10月18日に怪しい雑魚釣り隊10周年イベントが新宿三丁目で行われた。

## 主要メンバー
『怪しい探検隊　北へ』「登場人物紹介」、『わしらは怪しい雑魚釣り隊』「あとがき」、『春夏秋冬いやはや隊が行く』による。

### 東ケト会
- 椎名誠（隊長）
- 沢野ひとし（初代料理長）
- 目黒考二（釜炊き担当料理人。「焚き火節」「サザエ甚句」「ウラオモテサルシマネコ甚句」など即興の歌を歌う）
- 長谷川智（二代目料理長。ガソリンを焚き火に吹き付け口から火を吐く「火吹きの長谷川」）
- 木村晋介
- 高橋勲（通称・にごり目のイサオ）
- 依田正晴
- 山森俊彦(長老。椎名の出版社時代の4つ年上の先輩)
- 小安稔一（通称・陰気な小安）
- 米藤俊明（ドレイ第一号、のち名誉ドレイ）
- 上原ゼンジ（ドレイ）
- 沢田康彦（ドレイ）

### いやはや隊
- 椎名誠（隊長）
- 林政明（料理長）
- 三島悟（料理人）
- 野田知佑
- 中村征夫
- 川上裕
- ローリー・イネステーラー

- 佐藤秀明

- 大蔵喜福（タワシ髭の登山隊長）
- 越谷英雄

- 岡田昇
- 谷浩二
- 風間深志
- ガク（カヌー犬）

### 雑魚釣り隊
- 椎名誠（隊長）
- 高橋攻（長老。通称・P・タカハシ）
- 小迫剛（料理長。通称・ザコ）
- 大八木亨（料理人）
- 西川良
- 齋藤海仁（エース）
- 近藤加津哉（雑魚釣り隊釣り部長。通称・コンちゃん）
- 宍戸健司（通称・アブラ人）
- 名嘉本三治
- 西澤亨
- 齋藤ヒロシ
- 樋口正博
- 山下和秀
- 天野哲也（通称・マンガ盛りくん）
- 田中慎也
- 竹田聡一郎（ドレイ頭。通称・おかしらタケダ）
- 橋口太陽（ドレイ）
- 橋口童夢（ドレイ）
- 小海途良幹（ドレイ）
- 加藤寛康（ドレイ）
- 加藤潤也（ドレイ）
- 榊原大祐（ドレイ）

## 年表

### 東ケト会
- 1963年 - 結成
- 1968年5月 - 「月刊おれの足」創刊
- 1968年 - 第一回遠征・琵琶湖キャンプ
- 1969年 - 第二回遠征・琵琶湖キャンプ（椎名誠、カレーライス2度大食い発熱事件）
- 1970年 - 第三回遠征・三宅島キャンプ（雨により増水した川にテントが水没）
- 1971年 - 第四回遠征・房総半島合宿（民宿に泊まる）
- 1972年 - 第五回遠征・式根島キャンプ（水事情が劣悪だったため飲み水不足に苦しむ[7]。大浦海岸でヤマダ騒動）
- 1973年 - 江島 (宮城県)キャンプ
- 1974年 - 第六回遠征・神島 (三重県)キャンプ（「わしらは怪しい探検隊」の中心的な遠征。椎名、映画を撮る。蚊柱の襲撃を受け、島一周の遠泳に挑戦するが離岸流により沢野と沖に流される等事件が続出）
- 1974年冬 - 八ヶ岳冬山登山キャンプ（椎名、映画を撮る）
- 1975年 - 第七回遠征・粟島 (新潟県)キャンプ（最終日は民宿へ泊まる）
- 1975年冬 - 粟島合宿（椎名、映画を撮る。荒天で島に閉じ込められた上に交通ストライキにより帰宅困難に）
  - 「本の雑誌」創刊
- 1976年 - 粟島合宿（乱闘事件を起こす）
- 1976年冬 - 八ヶ岳冬山登山キャンプ（隊長・沢野ひとし。椎名、映画を撮る）
- 1977年 - 八丈島合宿
- 1978年 - 八丈島合宿
- 1979年 - 八丈島合宿
  - 椎名誠、作家デビュー
- 1980年 - 八丈島合宿
  - 『わしらは怪しい探険隊』刊行
- 1981年 - 房総半島館山キャンプ（ドレイ制度導入。BE-PAL創刊号のための、やらせキャンプ。編集部のデカフライパンを盗む）
- 1981年 - 粟島キャンプ（台風15号の直撃を受ける。ドレイの長谷川が２代目炊事班長に、沢野が副隊長になる。）
- 1981年 - 八丈島合宿（椎名が溺れる[8]）
- 1982年 - 猪苗代湖キャンプ（椎名がフィリピンやパラオなど南の島への傾倒を深めていたが隊員が反発）
- 1983年 - 粟島キャンプ（蚊柱の襲撃を受ける）
- 1984年 - 亀山湖キャンプ（野田知佑、初参加）
  - 週刊宝石にて「椎名誠の不思議島物語」連載開始。同企画で飛島のサメ穴に潜水（椎名、沢野、中村）
- 1984年 - 瓢箪島、由利島キャンプ（ドレイの米藤がハオコゼに刺される）
- 1984年 - 猿島キャンプ
- 1984年 - イソモシリ島キャンプ
- 1984年 - 竹生島、琵琶湖キャンプ（ガク、初めてカヌーに乗る。BE-PAL編集部へデカフライパンを返す）

### いやはや隊
- 1985年 - 四万十川キャンプ
- 1986年 - タヒチ島、ニュージーランド（いやはや隊誕生）
- 1986年 - 銀山湖キャンプ（林政明、初参加。食事が豪華になる）
- 1986年 - 四万十川キャンプ
- 1987年 - 気田川キャンプ
- 1988年 - 那珂川キャンプ
  - テレビ番組「椎名誠と怪しい探検隊」放送開始
- 1988年 - 無人島（沖縄県）キャンプ
- 1988年 - 緒川（茨城県）キャンプ
- 1988年 - 西表島キャンプ
- 1988年 - 無人島（広島県）キャンプ
- 1989年 - 長良川キャンプ（長良川河口堰建設反対デモに参加）
- 1989年 - ナイロビ（ケニア）キリマンジャロ登山（椎名と三島が高山病に罹る。2度めのナイロビの街でひったくりの被害に遭う）
- 1990年 - 四万十川（映画『ガクの冒険』ロケーション撮影）
- 1991年 - 江の川
- 1991年 - 八ヶ岳
- 1995年頃 - 椎名、奄美大島の海岸で漁師から「浮き球▲（三角）ベースボール」を教わり周囲に広める

### 雑魚釣り隊
- 2005年 - 雑誌「つり丸」にて雑魚釣り隊の連載が始まる
- 2008年 - 『わしらは怪しい雑魚釣り隊』刊行

## 東ケト会に関する主な作品

### あやしい探検隊
- わしらは怪しい探険隊（北宋社・1980年3月）著者・椎名誠
- あやしい探検隊 北へ（情報センター出版局・1984年5月）著者・椎名誠
- イスタンブールでなまず釣り。（文藝春秋・1984年10月）著者・椎名誠
- あやしい探検隊 不思議島へ行く（光文社・1985年9月）著者・椎名誠
- ハーケンと夏みかん（山と渓谷社・1988年5月）著者・椎名誠
- あやしい探検隊 海で笑う（情報センター出版局・1988年9月）共著・椎名誠、中村征夫
- 林(リン)さんチャーハンの秘密 -野外料理の真髄は「現場」と「焚火」と「心」（情報センター出版局・1989年11月）著者・林政明
- あやしい探検隊 アフリカ乱入（山と溪谷社・1991年2月）著者・椎名誠
- あやしい探検隊 焚火酔虎伝（山と渓谷社・1995年8月）著者・椎名誠
- でか足国探検記（新潮社・1995年12月）著者・椎名誠
- 鍋釜天幕団フライパン戦記 -あやしい探検隊青春篇（本の雑誌社・1996年7月）共著・椎名誠、沢野ひとし
- あやしい探検隊 焚火発見伝（小学館・1996年9月）共著・椎名誠、林政明
- あやしい探検隊 バリ島横恋慕（山と渓谷社・1998年10月）著者・椎名誠
- 鍋釜天幕団ジープ焚き火旅 -あやしい探検隊さすらい篇（本の雑誌社・1999年8月）共著・椎名誠、目黒考二
- 春夏秋冬いやはや隊が行く（講談社・1999年9月）著者・椎名誠
- わしらは怪しい雑魚釣り隊（マガジン・マガジン・2008年2月）著者・椎名誠
- 続 怪しい雑魚釣り隊 -サバダバサバダバ篇（マガジン・マガジン・2009年5月）著者・椎名誠
- あやしい探検隊 北海道物乞い旅（角川書店・2011年9月）著者・椎名誠
- わしらは怪しい雑魚釣り隊 エピソード3 マグロなんかが釣れちゃった篇（マガジン・マガジン・2011年10月）著者・椎名誠
- おれたちを笑うな! -わしらは怪しい雑魚釣り隊（小学館・2013年7月）著者・椎名誠
- おれたちを笑え! -わしらは怪しい雑魚釣り隊（小学館・2015年10月）著者・椎名誠
- おれたちを跨ぐな! -わしらは怪しい雑魚釣り隊（小学館・2017年8月）著者・椎名誠
- サヨナラどーだ！の雑魚釣り隊（小学館・2023年9月）著者・椎名誠

### 座談会など
あやしい探険隊のメンバーによる座談会など。
- 発作的座談会（地方・小出版流通センター・1990年11月）
  - 共著・椎名誠、木村晋介、沢野ひとし、目黒考二
- いろはかるたの真実 -発作的座談会（本の雑誌社・1996年4月）
  - 共著・椎名誠、木村晋介、沢野ひとし、目黒考二
- これもおとこのじんせいだ!（本の雑誌社・1998年3月）リレー・エッセイ
  - 共著・椎名誠、太田和彦、木村晋介、沢野ひとし、中村征夫、目黒考二
- 超能力株式会社の未来 -新発作的座談会（本の雑誌社・2000年6月）
  - 共著・椎名誠、木村晋介、沢野ひとし、目黒考二
- 沢野字の謎（本の雑誌社・2000年10月）
  - 共著・椎名誠、木村晋介、沢野ひとし、目黒考二
- 新これもおとこのじんせいだ!（本の雑誌社・2003年2月）リレー・エッセイ
  - 共著・椎名誠、太田篤哉、かなざわいっせい、木村晋介、沢野ひとし、中村征夫、目黒考二
- 帰ってきちゃった発作的座談会（本の雑誌社・2009年10月22日）
  - 共著・椎名誠、木村晋介、沢野ひとし、目黒考二

### 映画製作
椎名誠の映画製作には、あやしい探険隊のメンバーが多数関わっており、その活動も記されている。
- 『ガクの冒険』1990年
  - ガクの冒険（本の雑誌社・1989年11月）著者・佐藤秀明
  - 四万十川よれよれ映画旅 -もう一つの「ガクの冒険」（本の雑誌社・1993年6月）著者・沢田康彦

- 『うみ・そら・さんごのいいつたえ』1991年
  - 白保 SHIRAHO（情報センター出版局・1990年12月）著者・中村征夫
  - 椎名誠 熱闘映画術 -ドキュメント「うみ・そら・さんごのいいつたえ」（マガジンハウス・1992年4月）著者・垂見健吾
  - フィルム旅芸人の記録（マガジンハウス・1993年6月）著者・椎名誠

- 『あひるのうたがきこえてくるよ』1993年
  - 3わのアヒル（講談社・1994年10月）文・椎名誠、写真：垂見健吾
  - アヒルの尻を追いかけた男たち（マガジンハウス・1994年11月）共著・垂見健吾、佐藤朗、太田和彦、椎名誠

- 『白い馬』1994年
  - 馬追い旅日記（集英社・1995年6月）著者・椎名誠
  - ナラン -草の国の少年たち（新潮社・1995年12月）文庫オリジナル編集　著者・椎名誠

- しずかなあやしい午後に 短編3作 1997年
  - 『スイカを買った』
  - 『ガクの絵本』
    - 続 ガクの冒険（本の雑誌社・1994年9月）著者・佐藤秀明
    - ガクの絵本（ほるぷ出版・1999年5月）著者・和田誠

  - 『遠灘鮫腹海岸』
    - 林(リン)さんチャーハンの秘密（情報センター出版局・1989年11月）著者・林政明
    - 地下生活者（集英社・1993年2月）著者・椎名誠

### イベント
- 八丈島500人焚火どか酔いセミナー 1986年
- 山形林間学校 1992年～1998年（毎年開催で、7回開催）

### ウ・リーグ
椎名誠が新宿ガブリ団という「浮き球▲（三角）ベースボール」のチームを作り、そこにあやしい探険隊のメンバーが加わったり、他の人々もチームを作って対戦したりした顛末。
- 海浜棒球始末記 -ウ・リーグ熱風録（文藝春秋・2001年6月）
- 世界おしかけ武者修行 海浜棒球始末記 その弐（文藝春秋・2005年7月23日）